# Giovanni Francesco Commendone
Giovanni Francesco Commendone, né le 17 mars 1524 à Venise et mort le 25 décembre 1584 à Padoue, est un prélat catholique et diplomate italien de la Renaissance.
Formé à Padoue, il entame une carrière juridique avant d’être introduit à la cour pontificale où ses talents littéraires sont rapidement remarqués. Entré dans l'entourage de Jules III, il gravit les échelons de la Curie romaine où il se voit confier plusieurs missions diplomatiques. Dans un contexte de recomposition politique européenne à la suite de la paix religieuse d’Augsbourg en 1555 suivie de l’abdication de Charles Quint, il s'affirme alors comme l’une des chevilles ouvrières de la diplomatie pontificale.
Envoyé comme nonce et légat auprès de diverses cours catholiques et protestantes d'Europe, il participe aux efforts pontificaux de relance du concile de Trente ainsi qu'à la diffusion de ses décisions, intervient dans les relations du Saint-Siège avec le Saint-Empire germanique et prend part aux affaires polonaises, notamment lors de la succession de Sigismond II.
Créé cardinal en 1564, il exerce des fonctions de légat pontifical plénipotentiaire auprès de la Diète d'Augsbourg et participe aux efforts diplomatiques pour renforcer la Sainte-Ligue face aux menaces ottomanes.

## Biographie

### Formation
Giovanni Francesco Commendone nait le 17 mars 1524 à Venise au sein d'une famille de médecins versés dans l'humanisme et originaires de Bergame. Élève précoce, il étudie la philosophie à l'université de Padoue avant de se diriger vers des études de droit puis se consacre au barreau où il connaît quelque succès.
Il participe à la délégation vénitienne qui assiste au jubilé de 1550 à Rome en compagnie du prélat et humaniste Alvise Corner, qui l'introduit à la cour pontificale. Ayant obtenu des bénéfices ecclésiastiques avec un revenu annuel de 300 ducats, il s’installe à Rome où il est présenté à Jules III par l’ambassadeur Nicolò da Ponte.
Accueilli dans la famille pontificale, il noue des relations avec plusieurs érudits, clercs ou laïcs, comme Giulio Poggiani, Gugliemo Sirleto ou Paolo Manunzio et s'attache particulièrement au poète Annibal Caro, proche du pape. Les qualités de poète de Commendone, qui versifie avec un certain bonheur depuis son adolescence, sont remarquées par Jules III qui l'associe à l'élaboration du nymphée qu'il fait édifier à la Villa Giulia. Tout en participant aux échanges littéraires et à la vie romaine, il reprend ses études et obtient en 1552 un doctorat en droit civil à l'université de Padoue, une université qui forme alors nombre de diplomates italiens mais est également particulièrement appréciée de la noblesse d'Europe centrale qui y envoie volontiers ses élites s'y former. 
Le jeune Commendone entame alors une carrière curiale comme attaché à la secrétairerie d'État du Vatican et gravit rapidement les échelons au sein de la Curie.

### Carrière

#### Diplomate
Secrétaire du cardinal Girolamo Dandini, nonce auprès de l’empereur Charles Quint, il est envoyé secrètement en Angleterre en 1553 pour évaluer la possibilité d’engager des pourparlers avec la cour de Marie Tudor. L'année suivante, il est envoyé auprès du roi Jean III pour lui présenter les condoléances pontificales pour la mort du prince héritier, ainsi que les félicitations pour la naissance d’un nouvel héritier. Commendone se voit alors conférer la croix rouge de l'Ordre du Christ. Il est nommé protonotaire puis évêque de Zante et Céphalonie en octobre 1555, 
L'espace européen connait alors de profonds changements : d'une part la paix religieuse établie entre princes catholiques et princes luthériens à Augsbourg en septembre 1555 consacre légalement la nouvelle réalité biconfessionelle de l’Empire et, d'autre part, l'abdication de Charles Quint le mois suivant redessine radicalement la carte politique de l’Europe. Cette nouvelle légalité s'avère inconcevable pour nombre théologiens et de juristes romains qui se trouvent confrontés à ce monde nouveau. 
L'échec en 1557 d'une mission en vue de faire adhérer Venise, Ferrare et Parme à une ligue favorable au pape attire sur Commendone la disgrâce de Paul IV qui l'écarte de ses fonctions. Il met alors à profit cette suspension pour composer le traité De iure Romani imperii ad Germanos translati, de pontificum maximorum potestate ac de publicorum conciliorum, dans lequel il conteste la validité de l’élection impériale sans consécration pontificale. Mais dès la mort de Paul IV en 1559, il est réintégré à Rome dans ses fonctions à la Secrétairerie d’État par le nouveau pape Pie IV, qui le dispense même de résider dans son diocèse. En effet, après le règne de Paul IV, pontife virulemment anti-Habsbourg qui a rejeté la paix religieuse de 1555 puis refusé de reconnaître la validité de la succession impériale de Ferdinand Ier en 1558, il y a fort à faire sur le plan diplomatique. 

#### Nonce

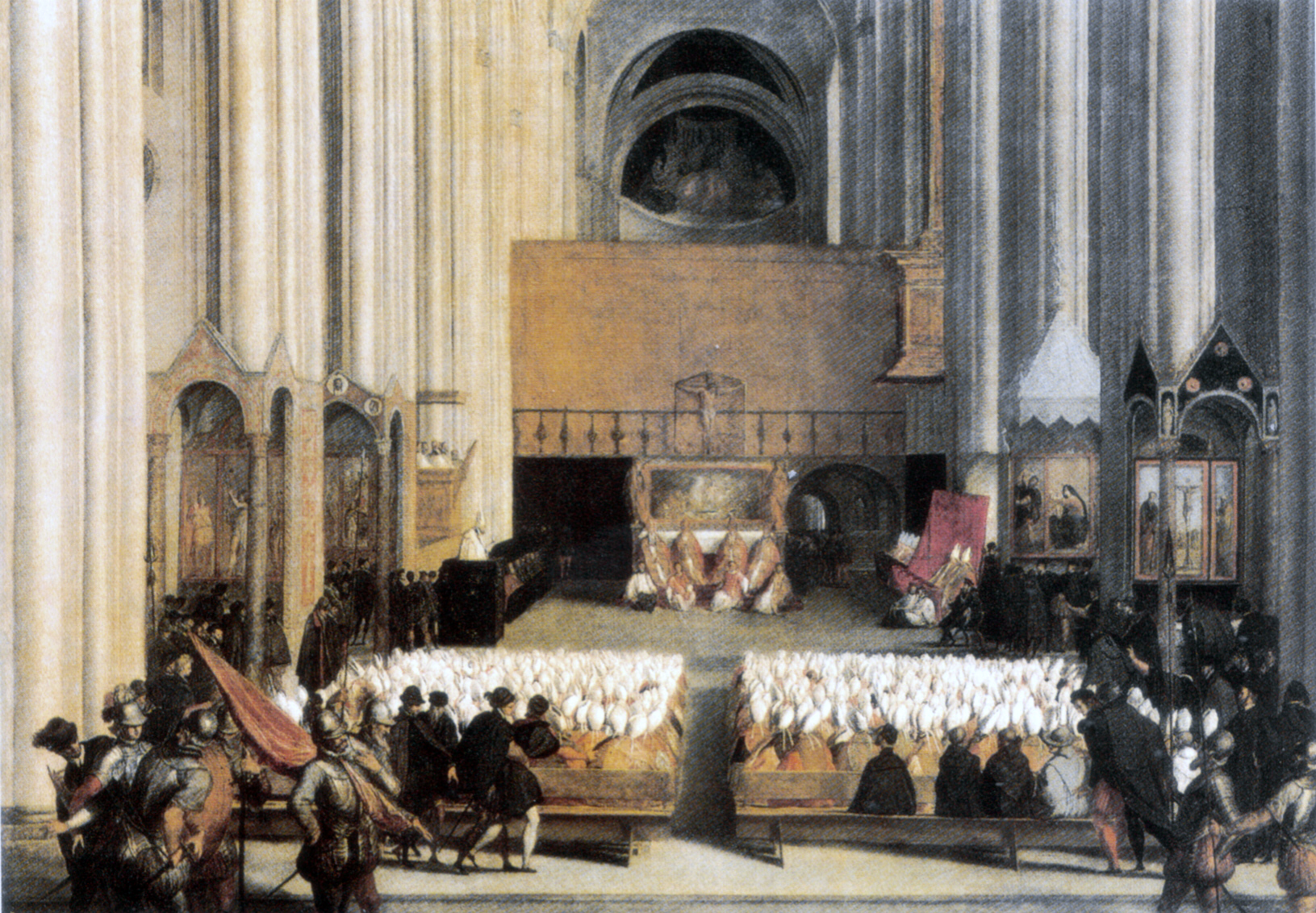
Clôture du Concile de Trente le 15 juillet 1563, attribué au Titien, deuxième moitié du XVIe siècle, Musée du Louvre.

Vers la fin de 1560, Commendone est chargé de présenter à l’empereur Ferdinand la bulle de convocation à la troisième session du concile de Trente, qu'il porte ensuite aux princes du Saint-Empire, des Pays-Bas, de Flandre et des pays nordiques, tant catholiques que protestants, et assiste en février 1561 à la Diète de l'Empire, où la réaction des princes est négative, ceux-ci revendiquant leur fidélité à la confession d’Augsbourg. À l'issue de cette mission infructueuse, il dépeint la situation « désespérée » de l’Allemagne où le parti catholique, bien que plus fort numériquement, se trouve désuni et affaibli face aux protestants qui, même divisés doctrinalement, sont animés d’une volonté commune de lutte contre la suprématie romaine. 
Préconisant plusieurs mesures réparties en deux catégories, les « remèdes sans armes » et les « remèdes par la force », il recommande également de s'appuyer sur la compagnie de Jésus créée depuis peu dont il favorise par la suite l'établissement en Allemagne et en Pologne, les deux zones sur lesquelles il concentre l'essentiel de ses activités pour tenter de corriger l’équilibre politique européen. Arrivé à Innsbruck en février 1563, il tente de prévenir les pressions des princes catholiques sur le concile puis, arrivé à Cracovie en novembre comme nonce auprès de la cour de Pologne, il s'active à la fois pour empêcher la tenue d'un concile national souhaité par le roi Sigismond II Auguste afin de s'entendre avec les réformés, et pour susciter la réunion d'un synode provincial de l’épiscopat polonais, seul apte à faire valider les décrets du concile de Trente, désormais conclu. 

#### Légata latere

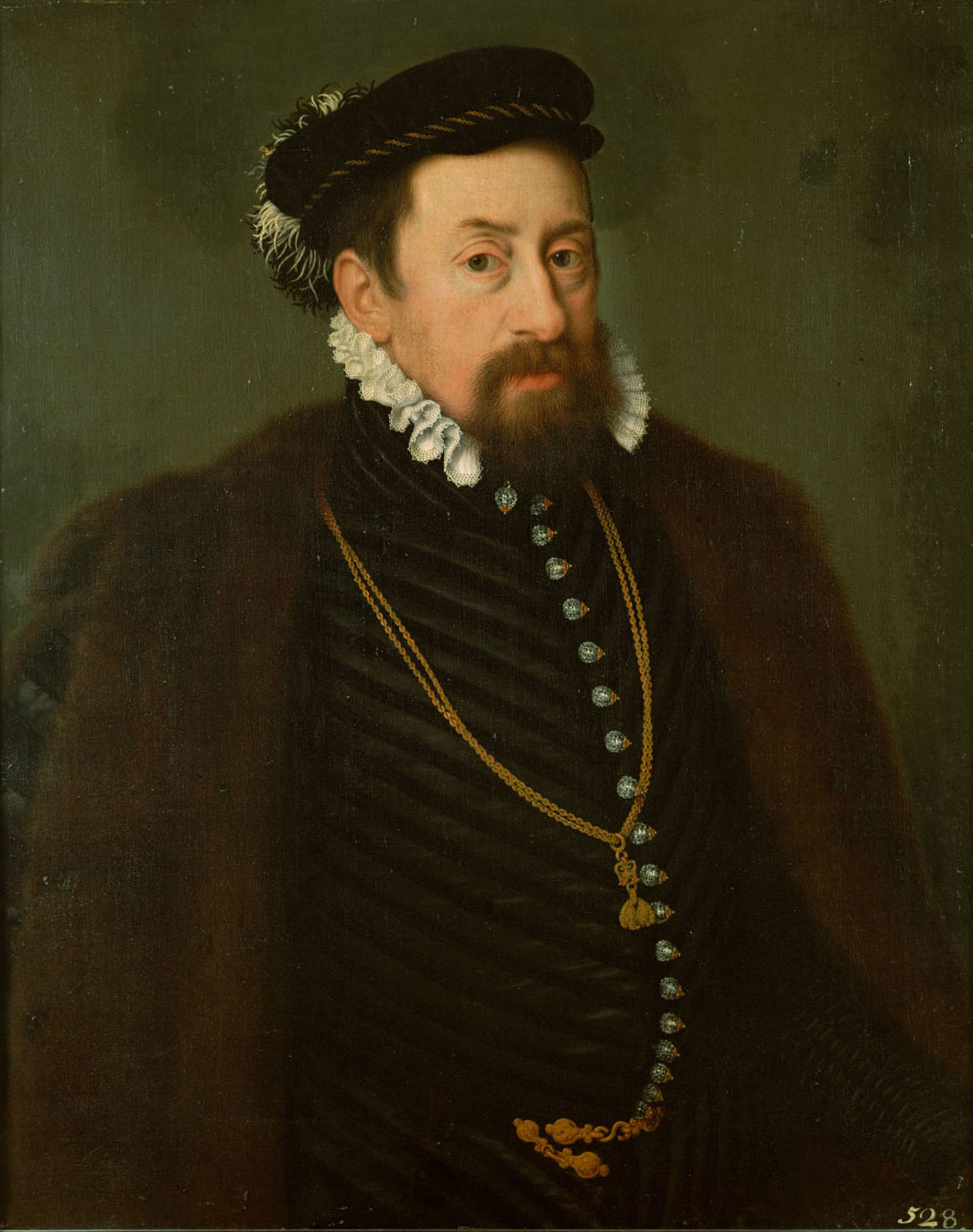
Maximilien II, huile sur toile de Nicolas Neufchâtel, c. 1566, Musée d'Histoire de l'art de Vienne.

Toujours en poste comme nonce en Pologne, Commendone est élevé à la dignité de cardinal-diacre de Saint-Cyriaque-des-Thermes puis est nommé cardinal par le pape Pie IV en 1564. Il accomplit ensuite nombre de missions au-delà des Alpes au service de la papauté qu'il représente notamment comme légat a latere (« plénipotentiaire ») à la Diète d'Augsbourg en janvier 1566. Confirmé par Pie V à ce poste où il est accompagné d’un groupe de conseillers jésuites, il bénéficie de larges prérogatives, notamment celles de procéder contre les apostats et les hérétiques, ou encore d’autoriser les théologiens à consulter des livres mis à l'index. S'il est rapidement reçu par Maximilien II qui l'assure de sa fidélité au catholicisme, l’empereur, opposé à la présence d’un légat a latere à la Diète, ne tente pas moins de le faire rappeler.
Face à la situation politique tendue et la menace ottomane qui pèse sur Maximilien II qui ne peut se mettre à dos les princes de l’Empire, Commendone ne sanctionne pas les actes impériaux validant la paix religieuse au détriment des décisions du concile de Trente et une fois la Diète achevée, il accorde même un soutien de 50 000 écus pour financer la guerre contre les Turcs. Retourné en Italie, il officie à nouveau à la cour de Vienne entre octobre 1568 et janvier 1569 afin de tenter de modérer les dispositions favorables aux protestants prises par l'empereur germanique.

#### Dernières missions
Une dernière mission d'importance démarre à l'automne 1571, quand il se rend à Vienne pour tenter, vainement, d'entraîner l’Empire dans la ligue contre les Turcs qui menacent les possessions vénitiennes de Chypre, et faire en outre reconnaitre Cosme de Médicis comme grand-duc de Toscane. Il se tourne ensuite vers la Pologne avec le même objectif mais la maladie de Sigismond II Auguste coupe court là encore à ses ambitions.
Il rallie alors la Pologne comme légat du pape entre 1572 et 1573, à l'occasion de l'interrègne consécutif à la mort sans descendance de Sigismond II. Après quelques tergiversations de la diplomatie vaticane, Commendone y œuvre à l'élection d'Henri d'Anjou, s'opposant au nonce Vincenzo Dal Portico (it) qui soutient Ernest de Habsbourg contre la volonté du pape Grégoire XIII, renforçant davantage l'inimitié de l'empereur Maximilien II à l'encontre du pape et de son légat.
Il perd peu à peu en influence mais siège encore au sein de quelques congrégations romaines et, en mars 1581, participe activement aux négociations secrètes dans le but d'obtenir la paix dans le conflit qui oppose le tsar Ivan IV et le roi de Pologne Étienne Báthory. Le 14 mars 1584, il est nommé cardinal-prêtre de San-Marco. Il meurt des suites de maladie à Padoue, le 25 décembre 1584, et y est inhumé dans l’église des Capucins, devenue depuis lors l'Église sanctuaire Saint-Léopold Mandić (it).
Sa biographie, De vita Commendonis cardinalis, écrite en latin par son secrétaire Antonio Maria Graziani, est traduite en français par Esprit Fléchier en 1671.

## Œuvre
S'il semble que Giovanni Francesco Commendone se soit régulièrement livré à diverses formes d'écriture depuis son plus jeune âge, on ne connaît que quelques fragments de sa production littéraire, principalement quelques épigrammes latines destinées à orner les statues des jardins de la villa familiale de Jules III, lui attirant la bienveillance de ce dernier. Cette reconnaissance pousse paradoxalement Commendone à renoncer à la poésie et à détruire ses vers ; toutefois, pas assez radicalement, puisqu'on en trouve encore dans les archives italiennes, dont une partie a fait l'objet d'une étude du latiniste italien Emilio Spinghetti en 1970, puis d'une publication partielle en 2024. 
Parmi ses écrits plus politiques, son Discours sur la cour de Rome, rédigé alors qu'il a une trentaine d'années, propose un regard interne sur l’ordre curial. Sans y opposer les logiques religieuses et politiques, Commendone y décrit la cour pontificale comme un espace normé d’ascension, de service et de relations, analogue aux autres cours européennes, telle « une compagnie d’hommes qui servent un ou plusieurs maîtres dans l’intention de s’élever », avec, pour la cour romaine, la particularité d’être une « république » à souveraineté élective, où une autorité spirituelle poursuit ses finalités propres. Le texte connaît une large diffusion durant près de deux siècles, sous forme de manuscrits avant d'être oublié puis publié pour la première fois en 1996. 

### Œuvre
- (en) Denis Ribouillault, « The Poetic Fortune of the Nymphaeum of Villa Giulia (with New Poems by Giovan Francesco Commendone) », dans Denis Ribouillault (éd.), Gardens and Academies in Early Modern Italy and Beyond, Brill, 2024, 145–217 p. (ISBN 978-90-04-51754-7).
- Giovanni Francesco Commendone et Cesare Mozzarelli (édition et commentaires), Discorso sopra la corte di Roma, Roma, Bulzoni, coll. « Europa delle Corti / Biblioteca del Cinquecento » (no 68), 1996 (ISBN 978-8-8711-9902-3).

### Recherche
- Benoît Schmitz, « Grammaire de la réforme:Réforme catholique et Contre-Réforme au XVIe siècle », Communio, vol. 291-292 « L’Église à neuf », no 1,‎ mars 2024, p. 47–65 (ISSN 0338-781X).
- (en) Valentina Lepri, « Traveling Political Knowledge : Remarks on the Fortune of Giovanni Francesco Commendone’s Discorso Sopra la Corte di Roma », Central European Cultures, vol. 3, no 1,‎ 2023, p. 18–37 (ISSN 2786-068X).
- Elena Bonora, « Comprendre et décrire un autre monde : Le voyage d’un nonce dans l’Europe des confessions et du pluralisme religieux (1560-1562) », dans in Julien Ferrant et Tiphaine Guillabert-Madinier (dirs.), Le Langage et la Foi dans l’Europe des Réformes, XVIe siècle, Classiques Garnier, 2019 (ISBN 978-2-406-08594-2), p. 215–224.
- (en) Charles Keenan, « The Limits of Diplomatic Ritual : The Polish Embassy of Giovanni Francesco Commendone (1572–1573) and Criticism of Papal Legates in Early Modern Europe », Royal Studies Journal, vol. 3, no 2,‎ décembre 2016, p. 90-111 (ISSN 2057-6730).
- (it) Cesare Mozzarelli, Antico regime e modernità, Bulzoni, coll. « Biblioteca del Cinquecento », 2008 (ISBN 978-8-8787-0271-4), « Il Discorso sopra la Corte di Roma di Giovanni Francesco Commendone », p. 167-195.
- (it) Domenico Caccamo, « Commendone, Giovanni Francesco », dans Dizionario biografico degli Italiani, vol. 27, Rome, Istituto dell’Enciclopedia italiana, 1982, p. 606-612

### Sources anciennes
- René Ancel o.s.b., « La Secrétairerie pontificale sous Paul IV », Revue des questions historiques, vol. LXXIX,‎ 1906, p. 408-470
- Antonio Maria Graziani (trad. Esprit Fléchier), La vie du cardinal Jean Francois Commendon ou l’on voit ses Voyages, Ambassades, Legations & negotiations, dans les plus considerables Cours des Empereurs, Rois, Princes & Republiques de l’Europe par m. Flechier Evêque de Nisme, de l’Academie Françoise, Paris, vve. Sébastien Mabre-Cramoisy, 1671 (lire en ligne).